# لوكسمبورغ (مقاطعة)
لاستخدامات أخرى أنظر لوكسمبورغ (توضيح)
مقاطعة لوكسمبورغ (بالفرنسية: Province de Luxembourg)‏ هي مقاطعة بلجيكية تقع في إقليم والونيا.

## أعلام
- إرنست آدم